# Ñaco
El ñaco (oeste de Argentina y lugares vecinos de Chile), harina tostada (Chile) o gofio (otros países hispanohablantes) es una harina constituida a base de cereales molidos y tostados, generalmente trigo o maíz. Su composición y fabricación suelen ser las mismas que las del gofio canario, aunque su historia y usos son diferentes. En América del Sur procede, entre otros, de incas y mapuches. En Buenos Aires y en las provincias del norte de Argentina también se le conoce como gofio por influencia canaria.

## Historia

### En Argentina
A la Argentina llegó como influencia mapuche primero y luego por los jornaleros chilenos, para quienes era alimento de manutención. Clemente Onelli, en Trepando los Andes (1903), señala que los peones que lo acompañaban en sus expediciones lo llevaban en cuernos de vacuno y lo comían en los botes, mezclado con agua que recogían del lago.

#### Huelga del ñaco
Hacia 1883, Colo Michicó, Los Maitenes y Huaraco, en el actual departamento de Minas, Neuquén, se convirtieron en zonas de explotación aurífera y esto atrajo a trabajadores chilenos.
"Dentro del contrato con los peones, el patrón se comprometía a proveer diariamente a cada peón de su ración de ñaco, el trigo tostado y molido que muchas veces era la única comida que disfrutaban...", dice el historiador neuquino Isidro Belver en Malal Meulen ("Querencia del Viento").
Por diversas circunstancias, en 1897 la provisión de ñaco comenzó a ser retaceada por los patrones, y los peones de todas las compañías se declararon en huelga hasta que les fuera restablecida.
Los mineros en huelga tuvieron éxito, y los dueños de esos establecimientos se vieron obligados a seguir proveyendo de ñaco a sus peones. Ests fue tal vez la primera huelga en tierra patagónica.

#### Fiesta provincial del ñaco
En El Cholar, provincia del Neuquén, Argentina, la Fiesta provincial del ñaco tiene lugar cada segunda semana del mes de febrero. Esta festividad tiene como objetivo principal promocionar las actividades del hombre de campo, y la recuperación de la identidad y la cultura del trabajo. En ella se hace una demostración de la tradicional trilla y se realizan concursos de tostado y molienda de trigo, pruebas de riendas y jineteada. La degustación del ñaco es uno de los atractivo de los turistas que visitan la fiesta.
Últimamente se han presentado ponencias para la revalorización del uso del ñaco, recuperando su historia y haciendo propuestas.  En 2006 surgió un grupo de trabajo que se denominó Red SALPA (“Soberanía Alimentaria Patagónica”).

### En Chile
La harina tostada forma parte de la gastronomía tradicional del pueblo mapuche (en mapudungun es denominada mürke); antes de que el trigo se difundiera en América, se hacía de maíz.[cita requerida] Es un alimento tradicional y popular de los mapuches que es utilizado en muchas formas —en bebidas, guisos y postres—, preparándolo dulce o salado, caliente o frío, aguado, espeso o seco. En la cultura mapuche, las formas de ingerir la harina tostada son: wülpüdtun (en forma líquida), sangkutun (en terrones sólidos) y panutun (en polvo).
En su obra Compendio de la Historia Geográfica, Natural y Civil del Reino de Chile (1776), el abate Molina describió su uso por los mapuches y su fabricación: primero se tuesta en una callana (tostador plano). El grano va mezclado con arena, a fin de garantizar un tostado lento, uniforme y que evite que los cereales puedan quemarse. La arena es la encargada de tostar el grano. Luego la arena se retira con una zaranda. Asimismo, documentos del siglo XVIII señalan que la harina tostada era el principal componente de la ración diaria de los niños que asistían a las escuelas jesuitas en el archipiélago de Chiloé y de los cortadores de alerce en la actual provincia de Palena.
En el Testimonio de un cacique mapuche de 1930 se explica que las viviendas mapuches constaban siempre de un instrumento para hacer harina tostada. Para ello se tendía en el suelo una piel, llamada trükum, sobre la cual se asentaba la piedra de moler (kudi). La piedra de moler estaba apoyada sobre una pieza curvada de madera de tal modo que la harina se deslizaba hacia la piel colocada bajo la piedra. El trigo tostado, colocado sobre la piedra, se muele con la muela o mano (ñumkudi), sujetada por sus dos extremos, y gracias al roce entre las dos piedras se tritura el trigo tostado. La harina tostada era recogida en una bolsa llamada yapag o llafañ.
Es un alimento popular en la gastronomía del centro-sur de Chile y de la de la del archipiélago de Chiloé y se vende sola o mezclada con linaza. Existen preparaciones dulces —con agua o leche (ulpo, cocho o ñaco), con aguardiente o chicha (pihuelo), vino (chupilca) o café— y otras saladas —que pueden contener grasa y ají—. También se usa para espolvorear sobre higos secos o sandías.

## Elaboración
Tradicionalmente, el trigo o el maíz eran tostados en un instrumento llamado "callana" en Chile. Éste consistía en un recipiente metálico donde se colocaba el grano y se removía con un palo para que se tostara de forma uniforme sin quemarse. Luego el grano tostado solía molerse en molinos manuales de piedra y en molinillos de hierro, pero actualmente el proceso suele estar tecnificado. Opcionalmente se añaden granos de linaza, también tostados y molidos, que le dan un aroma característico y cambian su consistencia.

## Consumo
En Argentina y Chile se utiliza de distintas maneras; la harina con el vino se llama chupilca, mientras que al aguardiente con harina se le llama pihuelo. El ulpo, palabra de origen mapudungun o quechua que desplazó al término murqueco, es preparado con agua caliente o leche y azúcar y ha sido hasta hace poco la base de la alimentación infantil, particularmente en las zonas rurales. En la Patagonia solo se lo conoce como ñaco, en Buenos Aires se lo consigue como gofio.
En el norte de Neuquén existían grandes cultivos de trigo y numerosos molinos de piedra, movidos por la fuerza del agua, que proveían de harina y ñaco, hasta que una ley nacional prohibió el consumo humano de este tipo de harina en beneficio de los grandes molinos industriales de Bahía Blanca. Es también un rasgo cultural distintivo de los campesinos patagónicos.

### Otros usos
- Tomada con agua fría y azúcar es una bebida para combatir el calor (puede tener hielo)
- Espolvorearse sobre una sandía (sandía con harina).
- Ulpo, catete, pavo o cocho es decir ponerle azúcar y agua caliente recién hervida. La harina aumenta su volumen y tiene un sabor agradable. Alimento muy práctico en paseos o cuando no se disponga de pan para el desayuno. Usado en la antigüedad, por mineros, en el ejército, y campesinos en viaje.
- Si se mezcla con vino (tinto preferentemente) se crea la "chupilca". Puede contener azúcar (recomendable). Si se mezcla con aguardiente se llama "pihuelo"
- Se puede comer seca, solo con azúcar. Forma predilecta por los niños.
- También se puede comer con uvas y con peras.
- Sirve para mantener los higos secos.
- Se llama huañaca, guañaca o ngimao cuando está frita con manteca o chicharrones, caldo de cebollas, ají y carne.